# Messua centralis
Messua centralis är en spindelart som först beskrevs av Peckham, Peckham 1896.  Messua centralis ingår i släktet Messua och familjen hoppspindlar. Inga underarter finns listade i Catalogue of Life.